# Stegaspidinae
Stegaspidinae (лат.) — подсемейство равнокрылых насекомых из семейства горбаток (Membracidae).

## Распространение и описание
Неотропика и Неарктика: от Аргентины до южной Канады, а также на островах Карибского бассейна (Тринидад и Тобаго и другие). Пронотум разнообразной формы, простой, вздутый, с выростами и шипами, выступает назад и нависает над скутеллюмом. Часть представителей обладают крупными выростами и шипами необычной формы на груди (Bocydium, Umbelligerus, Smerdalea imminens, Lycoderes, Stylocentrus ancora).

## Систематика
2 трибы
- Microcentrini Deitz, 1975
  - Centroflexus  Cryan, Robertson, and Deitz, 2004
  - Centruchoides  Fowler, 1869
  - Microcentrus  Stål, 1869
  - Tumecauda  Goding, 1930
- Stegaspidini Haupt, 1929
  - Bocydium Latreille, 1829
  - Flexocentrus  Goding, 1926
  - Lirania  Stål, 1862
  - Lycoderes Germar, 1835
  - Oeda  Amyot and Serville, 1843
  - Smerdalea  Fowler, 1896
  - Stegaspis  Germar, 1833
  - Stylocentrus  Stål, 1869
  - Umbelligerus  Deitz, 1975
- incertae sedis
  - Antillotolania Ramos, 1957 — Центральная Америка
  - Deiroderes  amos, 1957 — Центральная Америка